# Министерство на земеделието (сграда)
Министерство на земеделието е административна сграда в София, България, разположена на булевард „Христо Ботев“ № 55.
На мястото на днешната сграда са разкрити останки от трикорабна църква от V век с размери 35 × 20 метра и малък некропол около нея.
Първоначалната сграда е построена през 1920 – 1927 година по проект на Никола Лазаров в необароков стил, като през следващите десетилетия е надстроена и разширена с две допълнителни крила. Конкурсът за сграда на Окръжната палата датира още от 1912 г., но поради войните постройката е завършена едва през 1927 г. Днес представлява културна ценност.
До 1947 г. там се разполага Окръжната палата и на едно място са събрани всички окръжни служби: Окръжната Сметна Палата, Окръжното управление, Окръжните медицински и ветеринарен лекари, Окръжните инженери и архитекти, Окръжните училищни инспектори, Окръжното контролно бюро по мерките и теглилките. Освен тях в сградата са Постоянната комисия с бюрата си: Техническо-училищно, Водоснабдително и Планоснемачно, Дирекцията на статистиката, Лесничейството и Районният горски инспектор.
През 1971 – 1975 г. зад старата сграда е построена нова, слепена за старата посредством преходник-коридор.